# 天児屋根命神社
天児屋根命神社（あめのこやねのみことじんじゃ）は大阪府箕面市瀬川に鎮座する神社。
通称、瀬川神社（せがわじんじゃ）、龍の宮と呼ばれる。

## 祭神
- 天児屋根命

## 歴史
春日神社と称し、藤原鎌足の祖神を祀る。
その後、王子神を勧請し、二座を奉斎して王子神社と称される。
- 明治5年（1872年）、村社に列す。
- 明治12年（1879）5月、天児屋根命神社に改名。
- 昭和52年（1977年）、拝殿を新築。

## 境内
- 八幡神社　誉田別尊
- 天満宮　菅原道真　昭和57年（1982年）9月に大阪天満宮より分霊を勧請。

- 龍ヶ井　八幡神社の側にあり、井戸の底から龍が昇天したという。今は石で蓋をしている。

## 交通アクセス
阪急箕面線桜井駅より、西北へ徒歩約13分。